# Andrea Guardini
Andrea Guardini, né le 12 juin 1989 à Tregnago, est un coureur cycliste italien. Professionnel entre 2011 et 2021, il s'illustre sur les sprints. Il a notamment a remporté une étape du Tour d'Italie 2012 et un record de 24 succès d'étapes sur le Tour de Langkawi.

## Jeunesse et carrière amateur
Andrea Guardini commence le cyclisme à l'âge de 7 ans après avoir essayé le football durant deux ans. Son père est également coureur cycliste au niveau amateur. Dans sa jeunesse, Guardini participe aux compétitions sur route mais également sur piste. Il obtient ainsi le titre de champion d'Europe du keirin juniors en 2007. Lors des championnats du monde juniors 2007, il se classe cinquième de la vitesse individuelle où il est dominé par le futur vainqueur français Thierry Jollet lors des quarts-de-finale. Malgré ces résultats, il décide d'abandonner la piste au profit de la route lors de son passage en catégorie espoir.

## Carrière professionnelle

### 2011-2012: les débuts chez Farnese Vini-Neri Sottoli

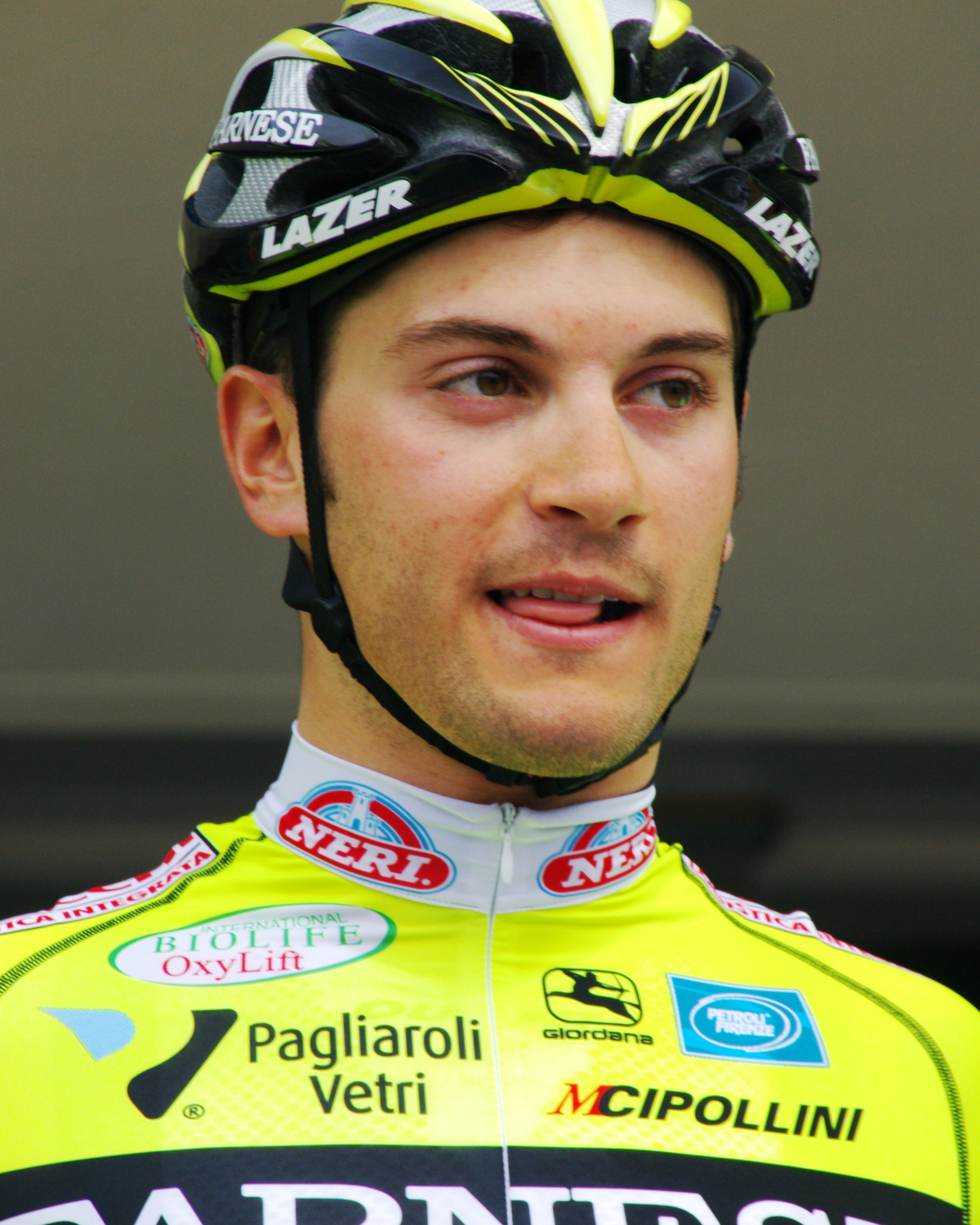
Andrea Guardini lors du Grand Prix de Denain 2011.

Après avoir remporté près de 20 victoires dont notamment une étape du Baby Giro chez les amateurs en 2010, Andrea Guardini signe pour la saison 2011 dans l'équipe italienne Farnese Vini-Neri Sottoli.
Pour sa première course en tant que professionnel, il réalise l'exploit de gagner 5 étapes du Tour de Langkawi. Il gagne ensuite une étape du Tour du Qatar. En avril, sa participation au Giro est initialement conditionnée à l'obtention de deux victoires d'étape lors du Tour de Turquie. Il les obtient mais décide finalement de ne pas y participer. Il remporte encore trois victoires d'étape supplémentaires au cours de l'été, portant son total à onze victoires. En fin de saison, il n'est pas sélectionné pour les championnats du monde espoirs, sa fédération ne sélectionnant pas de coureurs professionnels pour cette compétition. Il reste dans la même équipe pour 2012.
En 2012, Guardini, satisfait de sa première année professionnelle, se fixe pour objectif de progresser dans les ascensions et de participer à Milan-San Remo, qu'il rêve de remporter, et au Tour d'Italie. L'Italien effectue sa préparation hivernale en fonction du Giro, ce qui explique selon lui des performances moins bonnes en début de saison. Après six victoires d'étapes dans le Tour de Langkawi, Guardini participe « pour apprendre » à des courses en Belgique et dans le Nord de la France avec pour meilleur résultat une troisième place lors du Grand Prix de Denain. Début mai, il est effectivement sélectionné pour disputer son grand tour national. Après avoir lutté pendant une grande partie de la course pour rentrer dans les délais, il gagne la 18e étape en battant au terme d'un sprint massif Mark Cavendish, vainqueur auparavant de trois étapes au sprint sur cette édition du Tour d'Italie. Deux jours plus tard, pendant la 20e étape, Guardini est exclu de la course pour être resté pendant une durée trop longue dans le sillage de la voiture de son directeur sportif. En juillet, il s'impose dans trois étapes du Tour du lac Qinghai. Au milieu du mois d'août, son transfert dans l'équipe World Tour Astana est annoncé pour le début de la saison 2013. L'Italien s'engage pour deux saisons.

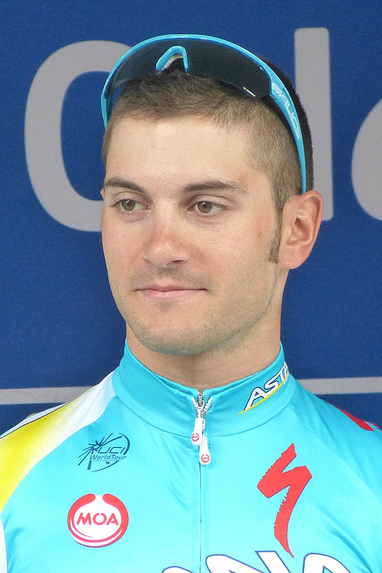
Andrea Guardini lors des Quatre Jours de Dunkerque 2013.

### 2013-2016: Astana

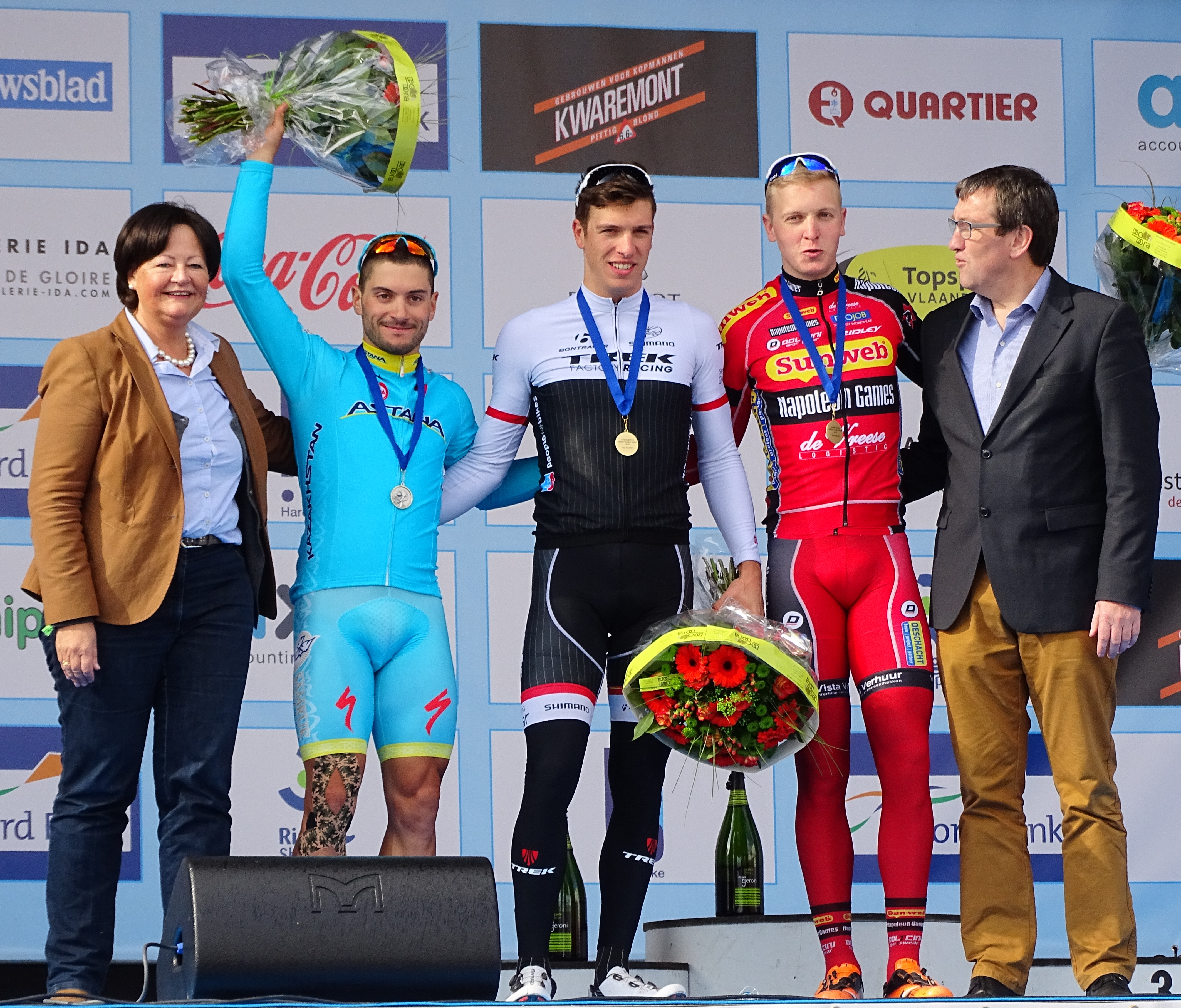
Podium de E3 Sprint Challenge, course d'attente du Grand Prix E3 2015 : Andrea Guardini (2e), Danny van Poppel (1er) et Tim Merlier (3e).

En 2013, Guardini reprend la compétition en Australie lors du Tour Down Under. Il participe ensuite au Tour de Langkawi où il remporte sa première victoire au sprint de la saison lors de la 7e étape. Guardini monte également sur le podium de trois autres étapes. En avril, il obtient la quatrième place du Grand Prix de l'Escaut puis deux nouveaux podiums sur des étapes du Tour de Turquie.
En 2014, il gagne deux nouvelles étapes du Tour de Langkawi et deux autres sur le Tour du Danemark. En août, il gagne également la 1re étape de l'Eneco Tour et porte le maillot de leader pendant un jour. Il s'agit de son deuxième succès sur une course World Tour. Peu de temps après, il s'aligne sur le Tour d'Espagne, où il se classe 159e et dernier.
L'année suivante, il gagne à chaque fois la 1re étape du Tour d'Oman, de la World Ports Classic et du Tour d'Abou Dabi. Il est également lauréat de quatre étapes du Tour de Langkawi et d'une autre sur le Tour de Picardie
En 2016, il décroche quatre étapes du Tour de Langkawi. Sa victoire lors de la cinquième étapeest sa vingtième sur cette course, ce qui constitue un record.

### 2017: UAE Emirates
Au mois de septembre 2016, il fait le choix de changer d'équipe et s'engage avec la formation World Tour Lampre-Merida, qui devient UAE Emirates. Distancé à soixante kilomètres de l'arrivée lors de Paris-Roubaix 2017, il est récupéré par la gendarmerie sur l'autoroute A23. Il n'obtient pas de résultats satisfaisants durant cette saison. UAE Emirates recrutant le sprinter Alexander Kristoff pour la saison suivante, Andrea Guardini et elle rompent d'un commun accord le contrat qui les lie pour 2018, permettant au coureur de s'engager avec Bardiani CSF

### 2018-2021: fin de carrière chez Bardiani CSF, puis Giotti Victoria
En 2018, pour sa première saison chez Bardiani CSF, il gagne trois courses sur le circuit asiatique, qui correspond mieux à ses qualités : deux étapes du Tour de Langkawi
et une sur le Tour de Hainan. Il dispute à nouveau le Tour d'Italie, mais, malade, abandonne dès la 4e étape. Au mois d'août, il est deuxième de la dernière étape du Tour de République tchèque derrière Filippo Fortin et devant Frantisek Sisr. En 2019, il gagne la 3e étape de l'Istrian Spring Trophy et la 10e étape du Tour du lac Qinghai.
En 2020 et 2021, il court ses deux dernières saisons chez Giotti Victoria, une équipe roumaine de troisième division. Il remporte deux étapes du Tour de Roumanie 2020 et deux du Tour de Szeklerland l’année suivante. Il arrête sa carrière à l'issue de la saison 2021. Il envisage de devenir un guide pour les cyclo-touristes dans la région viticole de la Valpolicella au nord de Vérone,.

## Caractéristiques et position dans le peloton
Andrea Guardini est classé dans la catégorie des sprinteurs. Il explique avoir forgé ses qualités par son expérience de la piste. Il a pour modèle des sprinteurs comme Robbie McEwen, Mark Cavendish ou Mario Cipollini à qui il est comparé en Italie. Il est à l'aise sur les parcours totalement plats et en difficultés dès que le parcours s'élève.

## Palmarès sur route et classements mondiaux

### Palmarès amateur
| - 2007 - 1re étape des Tre Ciclistica Bresciana - 2008 - Trophée Antonietto Rancilio - Gran Premio San Gottardo - Coppa Sant'Anna - 2e du Gran Premio Sportivi Poggio alla Cavalla - 2e du Trofeo Papà Cervi - 2e du Trofeo Comune di Acquanegra sul Chiese - 2009 - Coppa Belricetto - Trophée Giacomo Larghi - Mémorial Vincenzo Mantovani - Trofeo Industria Commercio Artigianato di Vigonza - Coppa Città di Bozzolo - Gran Premio Calvatone - 2e du Gran Premio Sportivi San Vigilio - 3e du Gran Premio Sportivi Poggio alla Cavalla - Médaillé de bronze sur route aux Jeux méditerranéens - 3e du Circuito del Porto | - 2010 - Coppa San Bernardino - Coppa Città di Melzo - Piccola Coppa Agostini - Trophée Antonietto Rancilio - Trophée Visentini - Trophée Giacomo Larghi - Coppa Romano Ballerini - Trofeo Lindo e Sano - Grand Prix de Roncolevà - 3e étape du Baby Giro - Circuito Guazzorese - Coppa Stignani - Coppa Comune di Livraga - Gran Premio Sannazzaro - Trofeo SC Marcallo con Casone - Trofeo Comune di Acquanegra sul Chiese - Trofeo Sportivi Magnaghesi - 2e du Gran Premio della Possenta |  |

### Palmarès professionnel
| - 2011 - 1re, 2e, 6e, 7e et 10e étapes du Tour de Langkawi - 5e étape du Tour du Qatar - 1re et 7e étapes du Tour de Turquie - 3e étape du Tour de Slovénie - 5e étape du Tour du Portugal - 5e étape du Tour de Padanie - 2012 - 2e, 3e, 4e, 8e, 9e et 10e étapes du Tour de Langkawi - 18e étape du Tour d'Italie - 9e, 10e et 12e étapes du Tour du lac Qinghai - 3e du Grand Prix de Denain - 2013 - 7e étape du Tour de Langkawi - 2014 - 3e et 10e étapes du Tour de Langkawi - 2e et 4e étapes du Tour du Danemark - 1re étape de l'Eneco Tour - 2015 - 1re étape du Tour d'Oman - 1re, 2e, 4e et 8e étapes du Tour de Langkawi - 2e étape du Tour de Picardie - 1re étape de la World Ports Classic - 1re étape du Tour d'Abou Dabi - 2e du Tour de Picardie | - 2016 - 1re, 5e, 7e et 8e étapes du Tour de Langkawi - 2018 - 1re et 8e étapes du Tour de Langkawi - 4e étape du Tour de Hainan - 2019 - 3e étape de l'Istrian Spring Trophy - 10e étape du Tour du lac Qinghai - 2e du Trofej Umag-Umag Trophy - 2020 - 1re et 5e étapes du Tour de Roumanie - 2021 - 1re et 3e étapes du Tour de Szeklerland - 3e du Tour de Szeklerland |  |

### Résultats sur les grands tours

#### Tour d'Italie
2 participations
- 2012 : exclu (20e étape), vainqueur de la 18e étape
- 2018 : abandon (4e étape)

#### Tour d'Espagne
1 participation
- 2014 : 159e et dernier

### Classements mondiaux
| Année                                 | 2009 | 2010 | 2011 | 2012 | 2013 | 2014 | 2015 | 2016 | 2017  | 2018 | 2019 | 2020  | 2021 |
| ------------------------------------- | ---- | ---- | ---- | ---- | ---- | ---- | ---- | ---- | ----- | ---- | ---- | ----- | ---- |
| UCI World Tour                        |      |      |      |      | nc   | 167e | 211e | nc   | nc    | nc   |      |       |      |
| Classement mondial                    |      |      |      |      |      |      |      | 431e | 2463e | 561e | 736e | 1289e | 598e |
| UCI Europe Tour                       | 695e | 920e | 101e | 187e |      |      |      | 722e | 1882e | 600e | 536e | 986e  | 482e |
| UCI Asia Tour                         | nc   | nc   | 8e   | 3e   |      |      |      | 66e  | 595e  | 162e |      |       |      |
| UCI America Tour                      | nc   | nc   | nc   | 152e |      |      |      | nc   | nc    | nc   |      |       |      |
|                                       |      |      |      |      |      |      |      |      |       |      |      |       |      |
| Légende : nc = non classéSource : UCI |      |      |      |      |      |      |      |      |       |      |      |       |      |

## Palmarès sur piste

### Championnats d'Europe
- Cottbus 2007
  -  Champion d'Europe du keirin juniors

### Championnats nationaux
- 2006
  - 2e du championnat d'Italie du kilomètre juniors
  - 3e du championnat d'Italie de course aux points juniors
- 2007
  -  Champion d'Italie de vitesse juniors
  -  Champion d'Italie de vitesse par équipes juniors (avec Elia Viviani et Stefano Melegaro)
- 2008
  - 2e du championnat d'Italie du kilomètre
  - 2e du championnat d'Italie de keirin
  - 2e du championnat d'Italie de vitesse
  - 2e du championnat d'Italie de vitesse par équipes
- 2009
  -  Champion d'Italie de vitesse par équipes (avec Francesco Ceci et Luca Ceci)
- 2014
  - 2e du championnat d'Italie de keirin
  - 2e du championnat d'Italie de vitesse par équipes